# دوست دختر (آهنگ چارلی پوث)
دوست دختر (انگلیسی: Girlfriend) تک آهنگ خواننده آمریکایی چارلی پوث که ۲۵ ژوئن ۲۰۲۰ منتشر شد.